# 克里斯蒂安·巴尔策
克里斯蒂安·巴尔策（法語：Christian Baltzer，1936年7月5日—），法国篮球运动员。他曾代表法国参加1956年夏季奥运会和1960年夏季奥运会男子篮球比赛，分别获得第四名和第十名。